# Montévrain
Montévrain ist eine französische Gemeinde mit 14.847 Einwohnern (Stand 1. Januar 2022) im Département Seine-et-Marne in der Region Île-de-France östlich von Paris. Montévrain gehört zum Arrondissement Torcy und zum Kanton Lagny-sur-Marne. Montévrain gehört zur Ville nouvelle Marne-la-Vallée. Die Einwohner nennen sich Montévinois.

## Geografie
Die Marne ist die nördliche Grenze von Montévrain. Umgeben wird Montévrain von Dampmart im Norden, Chessy im Osten, Serris im Südosten, Jossigny im Süden, Chanteloup-en-Brie im Südwesten, Lagny-sur-Marne im Westen und Thorigny-sur-Marne im Nordwesten.

## Bevölkerungsentwicklung
| Jahr      | 1962 | 1968  | 1975  | 1982  | 1990  | 1999  | 2006  | 2011  | 2014  | 2017   |
| Einwohner | 868  | 1.031 | 1.091 | 1.147 | 1.794 | 3.149 | 5.208 | 8.950 | 9.741 | 11.563 |

In den nächsten Jahren wird die Einwohnerzahl von Montévrain weiterhin stark ansteigen, da die Gemeinde Teil des Neubaugebietes Val de Bussy im 3. Sektor der Ville nouvelle Marne-la-Vallée ist.

## Sehenswürdigkeiten
- Kirche Saint-Rémy, zwischen dem 12. und 13. Jahrhundert errichtet, seit 1928 Monument historique
- Gutshof de la Folie, als Besserungsanstalt von 1856 bis 1861 errichtet

Siehe auch: Liste der Monuments historiques in Montévrain

## Gemeindepartnerschaften
- Vernoux-en-Vivarais, Département Ardeche, Frankreich
- Taubenheim, Ortsteil von Sohland an der Spree, Sachsen, Deutschland, seit 1992